# Pianino elektroniczne

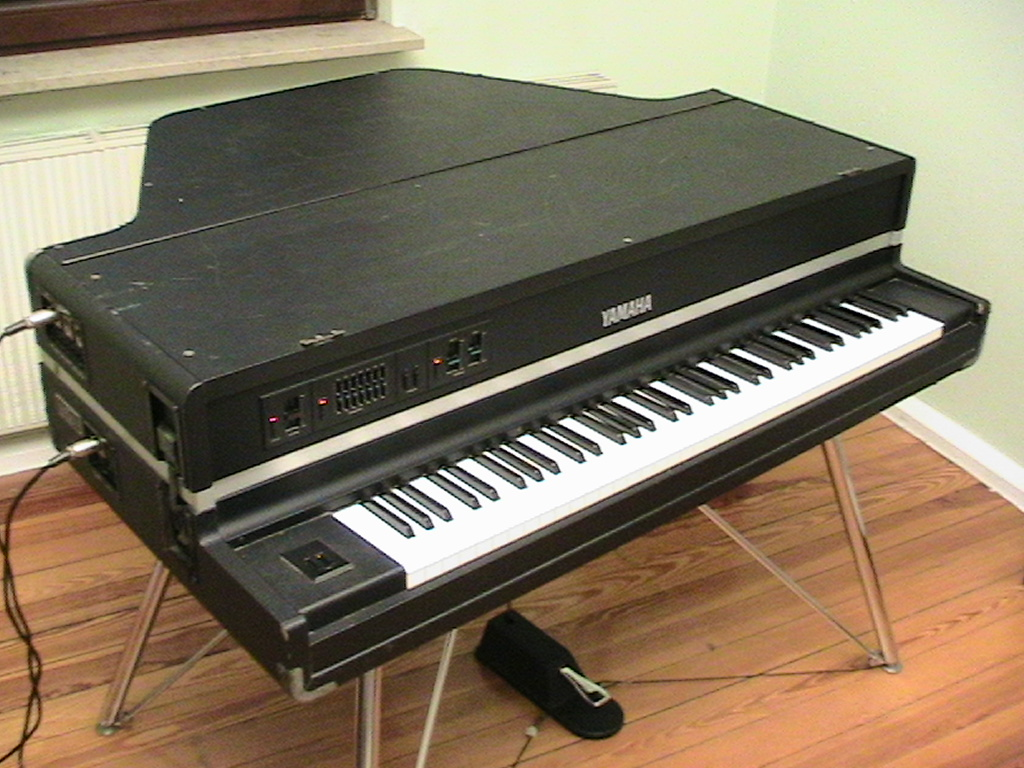
Elektryczne pianino Yamaha CP-70M

Pianino elektroniczne – instrument muzyczny zaliczany do elektrofonów elektronicznych. Jest to Instrument klawiszowy o brzmieniu podobnym do pianina, w którym źródłem dźwięku są analogowe układy elektroniczne (generatory i modulatory). Pianino elektroniczne w obecnych czasach wyewoluowało w pianino cyfrowe.